# Megabizo (filho de Datuvaia)
Megabizo, filho de Datuvaia, foi um dos sete persas que derrubaram o usurpador Esmérdis. Foi comandante das forças de Dario I no Helesponto.
A conspiração para derrubar Esmérdis, começou com Otanes, filho de Farnaspes, que contou a dois amigos, Aspatines e Gobrias, que Esmérdis era um impostor; cada um escolheu um amigo, sendo Megabizo o escolhido de Gobrias. Finalmente, quando Dario se juntou à conspiração, este urgiu que eles agissem logo, porque quanto mais pessoas soubessem, maior o risco de traição.
Após a derrubada, quando os sete discutiram sobre a melhor forma de governar os persas. Otanes defendeu a democracia,, e Megabizo a aristocracia.
No discurso de Megabizo defendendo a aristocracia, registrado por Heródoto, seus argumentos são que, para se opor à tirania a melhor solução não era entregar o governo à multidão, como havia proposto Otanes, porque nada é mais insensato ou insolente que uma multidão sem mérito, pois a multidão age por impulso violento e sem conhecimento. A melhor forma de governo seria escolher os melhores para governar.
Dario propôs a monarquia, e esta foi a opinião defendida pelos outros quatro; Dario tornou-se o rei através de um truque.
Ele teve um filho de nome Zópiro, um neto de nome Megabizo  e um bisneto de nome Zópiro. 